# Matt Wilson
Matt Wilson es un actor australiano nacido el 27 de junio de 1988 en Sídney, Nueva Gales del Sur. Es conocido por interpretar a Aaron Brennan en Neighbours.

## Biografía
Wilson nació en Sídney, Australia, donde trabajaba como carpintero.
En 2010 ganó Australia’s Hottest Tradie, que le sirvió de plataforma para conducir varios eventos en vivo. Durante dichas presentaciones en vivo, Wilson sufrió severos ataques de pánico, por lo que decidió inscribirse en clases de presentación en el Instituto Nacional de Arte Dramático para combatir su miedo escénico y sentirse más cómodo al estar delante de la gente. Ahí, uno de sus profesores le aconsejó que tomara clases de actuación.
Poco después, comenzó a modelar para la marca de ropa interior AussieBum, donde ha aparecido en diversas campañas publicitarias internacionales.
Debutó como actor en Underbelly: The Golden Mile y poco después participó en el programa Getaway. En 2014 participó en el cortometraje Sling, y en 2015 obtuvo un personaje principal en el serial televisivo Neighbours, donde interpreta a Aaron Brennan, debutando el 16 de junio de 2015.
Mantiene una relación con la publicista Sharn Norman.

## Filmografía
| Cine          | Cine       | Cine          | Cine                             |
| Año           | Película   | Rol           | Notas                            |
| ------------- | ---------- | ------------- | -------------------------------- |
| 2014          | Sling      | Conductor     | Cortometraje                     |
| Televisión    |            |               |                                  |
| Año           | Título     | Rol           | Notas                            |
| 2015-presente | Neighbours | Aaron Brennan | 239 episodios (Elenco principal) |